# Villanova di Camposampiero
Villanova di Camposampiero là một đô thị thuộc tỉnh Padova vùng Veneto, nằm cách khoảng 30 km về phía tây của Venezia và cách khoảng 11 km về phía đông bắc của Padova. Tại thời điểm ngày 31 tháng 12 năm 2004, đô thị này có dân số 5.127 người và diện tích 12,2 km².
Villanova di Camposampiero giáp các đô thị: Borgoricco, Campodarsego, Pianiga, Santa Maria di Sala, Vigonza.